# Johannes van IJzeren
Johannes van IJzeren (Rotterdam, 30 december 1876 – Den Haag, 29 juni 1962) was een Nederlands classicus en rector van het Gymnasium Haganum.

## Biografie
Van IJzeren promoveerde in 1899 cum laude op een proefschrift waarin hij twee handschriften van Aristophanes, uit Ravenna en Venetië, met elkaar vergelijkt. Na zijn promotie maakte hij een wetenschappelijke reis door Italië. Hij was korte tijd leraar klassieke talen in Zutphen (1904-1906) en vervolgens, vanaf 1 januari 1907, leraar, conrector (1920-1936) en rector (1936-1943) aan het Gymnasium Haganum.
Samen met David Cohen publiceerde Van IJzeren in 1925 het Grieksch leesboek, dat in 1962 een 13e druk beleefde. Daarnaast verschenen van zijn hand enkele uitgaven voor het gymnasiaal onderwijs en, op latere leeftijd, vertalingen van Menander, Seneca en Sophocles.